# Gilberto Carlos Nascimento
Gilberto Carlos Nascimento, född 14 juni 1966, är en brasiliansk tidigare fotbollsspelare.
Betinho spelade 1 landskamp för det brasilianska landslaget.